# Kościół Nosso Senhor do Bonfim w Salvadorze
Kościół Nosso Senhor do Bonfim (port. Igreja do Nosso Senhor do Bonfim) – katolicki kościół w Salvadorze, w stanie Bahia w Brazylii. Jest położony na półwyspie Itapagipe, na tzw. Świętym Wzgórzu (Colina Sagrada) na terenie dolnego miasta (cidade baixa). Kościół Bonfim jest znany z kolorowych wstążek tzw. fitas do Senhor do Bonfim, a także z corocznego święta mycia kościelnych schodów, Lavagem do Bonfim, które jest uroczystością obchodzoną przez katolików oraz wyznawców religii candomblé.

## Historia
Kult Naszego Pana Dobrej Śmierci (port. Nosso Senhor do Bonfim) jest starą portugalską tradycją, przeniesioną do Brazylii w czasach kolonialnych. W XVIII-wiecznym Salvadorze istniały dwa miejsca kultu ukrzyżowanego Chrystusa, czyli Pana Dobrej Śmierci. Jednym z nich był kościół Igreja da Palma, gdzie miało swoją siedzibę bractwo Senhor Bom Jesus da Cruz, założone w 1719 r. przez Mulatów. Natomiast biali Portugalczycy czcili Pana Dobrej Śmierci początkowo w kościele Igreja da Penha, gdzie znajdowała się figura Chrystusa sprowadzona z portugalskiego miasta Setúbal. 
Za sprowadzenie figury był odpowiedzialny kapitan Teodósio Rodrigues de Faria i miało to miejsce w 1740 r. Podczas morskiej podróży, jego statek napotkał silną burzę i kapitan ślubował, że jeśli przeżyje, wybuduje kościół poświęcony Panu Dobrej Śmierci. Po zebraniu funduszy, bractwo Pana Dobrej Śmierci wyznaczyło Święte Wzgórze jako miejsce, w którym miała stanąć docelowa świątynia. W 1754 r. wzniesiono tam kaplicę, która dała początek dzisiejszemu kościołowi Nosso Senhor do Bonfim. 
W 1923 r. powstał hymn poświęcony Panu Dobrej Śmierci. 
W 1927 r. papież Pius XI nadał kościołowi rangę bazyliki.
Kościół jest zbudowany w stylu neoklasycystycznym z rokokową fasadą. Naśladuje typowy portugalski styl z XVIII i XIX wieku, z freskami i kafelkami azulejos.

## Święto Lavagem do Bonfim
Od XVIII wieku w kościele Nosso Senhor do Bonfim ma miejsce połączone święto religii katolickiej i kultów afrobrazylijskich o nazwie Lavagem do Bonfim, czyli “mycie schodów kościoła Bonfim”. Święto odbywa się w każdy drugi czwartek stycznia, a towarzyszące mu obrzędy trwają do niedzieli. Jest najważniejszym świętem religijnym w Bahia i co roku przyciąga wielu turystów, którzy mają okazję wziąć udział w synkretycznej ceremonii z udziałem wiernych Kościoła Katolickiego, tradycyjnie ubranych kobiet (baianas) oraz kapłanów religii candomblé. Rektor bazyliki tak mówi o tym święcie:

Lavagem do Bonfim jest wielkim wydarzeniem o charakterze ekumenicznym, opartym na dialogu pomiędzy religiami, jednoczy wyznawców różnych kultów z całego świata. Jest to wielkie spotkanie jedności, a zarazem różnorodności. Rozumiemy, że to porozumienie było budowane przez wiele lat i szanujemy te obrzędy, które są wyrazem wiary każdego uczestnika tej uroczystości.

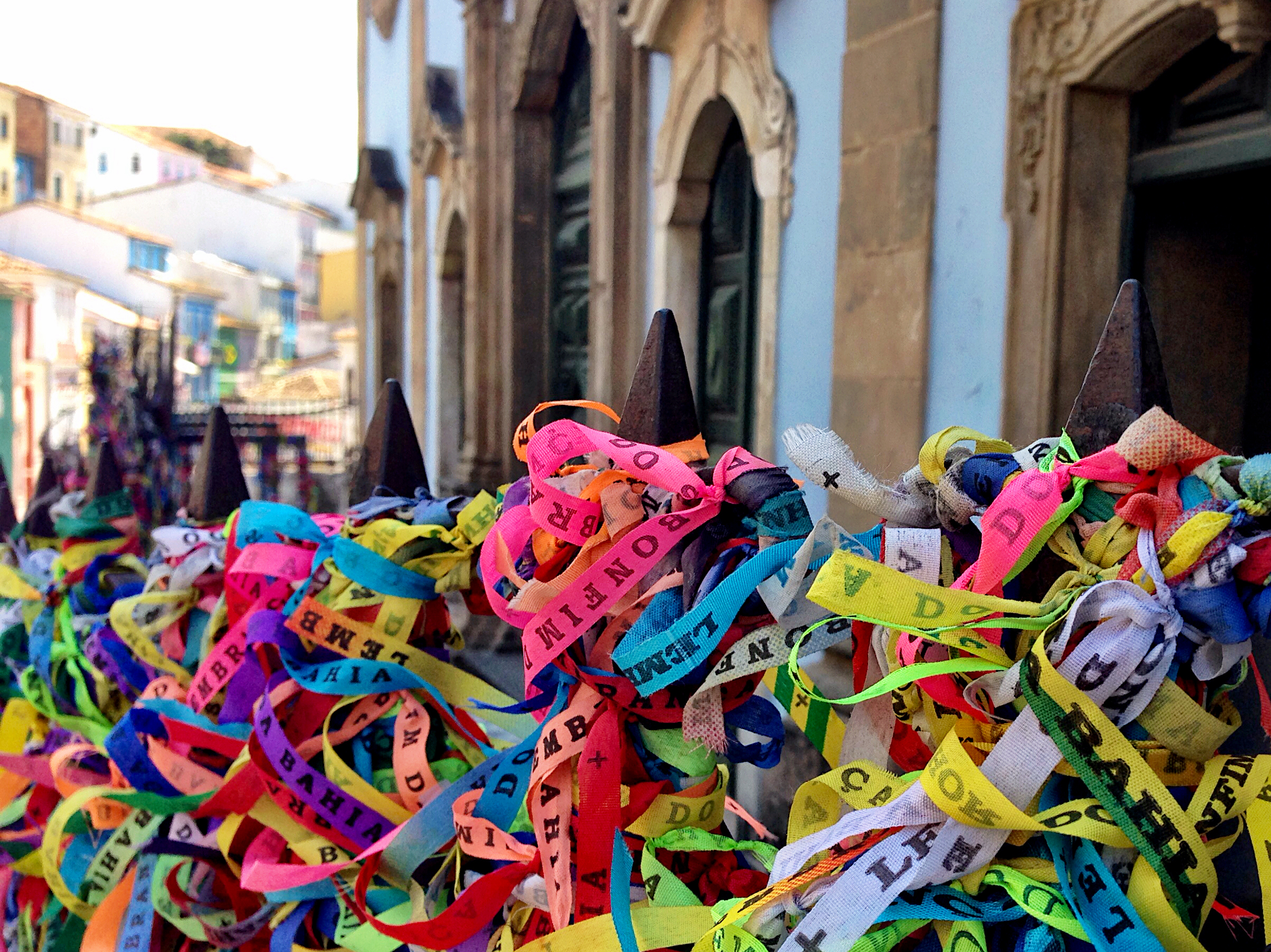
Fitas do Senhor do Bonfim

W religii candomblé ukrzyżowany Chrystus (Pan Dobrej Śmierci) jest odpowiednikiem bóstwa Oxalá, zatem wyznawcy tej religii w trakcie uroczystości oddają hołd swojemu orisza.

## Fitas do Senhor do Bonfim
Tradycyjną pamiątką związaną z kościołem Nosso Senhor do Bonfim są kolorowe wstążki, tzw. fitas - każdy kolor symbolizuje inne bóstwo z panteonu candomblé. Wstążki ozdabiają kościół, można je też kupić od okolicznych sprzedawców, a także w całym mieście. Są też dostępne w innych miastach Brazylii, pozostając jednak symbolem Salvadoru. Według tradycji, wstążkę należy zawiązać na trzy supełki, a gdy z upływem czasu przetrze się i spadnie, życzenia się spełnią.